# William Miles Maskell
William Miles Maskell, född 5 oktober 1839, död 1 maj 1898 var en nyzeeländsk jordbrukare, politiker och entomolog.
Maskell skrev boken An Account of the Insects Noxious to Agriculture and Plants in New Zealand 1873. Efter att därefter blivit känd som entomolog fick han insekter skickade till sig från olika delar av världen, vilket resulterade i att han namngav över 330 arter. Han förespråkade biologisk kontroll av skadedjur och hjälpte bland annat den amerikanska jordbruksmyndigheten med att kontrollera förekomsten av Rodolia cardinalis, en skalbagge som haft förödande effekt på citronodlingar i Kalifornien. Maskell förespråkade också darwinism och hans argument hade inflytande på flera plan av den samtida vetenskapliga diskursen. 